# Ochrotrichia serra
Ochrotrichia serra är en nattsländeart som beskrevs av Lazar Botosaneanu 1991. Ochrotrichia serra ingår i släktet Ochrotrichia och familjen smånattsländor. Inga underarter finns listade i Catalogue of Life.